# 法老鼠長頜魚
法老鼠長頜魚，為輻鰭魚綱骨舌魚目象鼻魚科鼠長頜魚屬的其中一種，被IUCN列為次級保育類動物，分布於非洲剛果河下游流域，體長可達29.6公分。